# VfB 90 Dresden
Der VfB 90 Dresden (offiziell Verein für Bewegungsspiele 90 Dresden e. V.) war ein traditionsreicher deutscher Sportverein aus Dresden. Heimstätte des Vereins war die Sportanlage Leutewitzer Park im Stadtteil Leutewitz des Stadtbezirks Cotta. Aufgrund der räumlichen Nähe zur Leutewitzer Windmühle wurden die Sportler des VfB vor allem vor dem Zweiten Weltkrieg oft nur als Windmühler bezeichnet.

## Geschichte

Logo der BSG Schreibmaschinenwerk

Der Verein wurde 1903 als VfB 03 Dresden gegründet. Während des Ersten Weltkriegs erfolgte durch Zusammenschluss mit dem FV Sachsen 1900 Dresden die Bildung der SG Dresden. 1921 schloss sich der TV Jahn Cotta dieser Sportgemeinschaft an. 1924 erfolgte die Auflösung und die Vereinte teilten sich erneut in VfB 1903 Dresden, FV Sachsen 1900 Dresden und TV Jahn Dresden-Cotta auf. Nach Kriegsende 1945 trat zunächst die SG Cotta anstelle aller Cottaner Vereine. Am 1. Oktober 1949 wurde auf dem früheren VfB-Sportgelände am Leutewitzer Park die BSG Mechanik Dresden gegründet, die sich 1951 in BSG Motor Dresden-Nord umbenannte. 1961 erfolgte eine weitere Umbenennung in BSG Schreibmaschinenwerk Dresden, aus der nach der Wende 1990 der VfB 90 Dresden wurde. Im Sommer 2019 wurde der Verein aufgelöst und die verbliebenen Mitglieder schlossen sich dem FV Hafen Dresden an.
Die Fußballabteilung des VfB 03 Dresden spielte in den 1910er- und 1920er-Jahren in der Gauliga Ostsachsen, eine von damals zahlreichen erstklassigen Ligen innerhalb des Verbandes Mitteldeutscher Ballspiel-Vereine (VMBV). Nach der Machtergreifung der Nationalsozialisten und erfolgter Gleichschaltung 1933 wurden die regionalen Fußballverbände aufgelöst und stattdessen anfangs 16 erstklassige Gauligen ins Leben gerufen. Der VfB 03 Dresden wurde nicht für die erstmalige Austragung der Gauliga Sachsen berücksichtigt, spielte ab 1933/34 jedoch in der zweitklassigen Fußball-Bezirksklasse Dresden-Bautzen (ab 1940: 1. Klasse Dresden). Dort spielte der Verein bis 1944, als er durch eine Umstrukturierung der obersten Liga in die erstklassige Gauliga Sachsen 1944/45 aufsteigen durfte.

## Erfolge
- Teilnehmer der Gauliga Sachsen 1944/45
- Meister der 1b-Klasse Ostsachsen 1925/26, 1928/29 und 1932/33

## Personen
- Georg Köhler